# Муралиев, Амангельды Мурсадыкович
Амангельды Мурсадыкович Мурали́ев (кирг. Амангелды Мурсадыкович Муралиев; род. 7 августа 1947, Кум-Арык, Фрунзенская область) — кыргызский государственный деятель.

## Биография
Родился 7 августа 1947 года в селе Кум-Арык Калининского района (ныне Панфиловский район) Чуйской области.
Национальность: кыргыз
Образование: Карабалтинский техникум пищевой промышленности (механический факультет) в 1967 году. Фрунзенский политехнический институт по специальности «Технология машиностроения, металлорежущие станки и инструменты» в 1976 году. Окончил Академию народного хозяйства при Совете Министров СССР по специальности «Экономика, организация управления и планирования народного хозяйства» в 1990 году.

## Трудовая деятельность
1967—1970: Слесарь Карабалтинского сахарного завода.
1967—1969: Служба в рядах советской армии, г. Хабаровск, звание-сержант
1969—1970: Мастер Карабалтинского сахарного завода.
1970—1973: Техник-конструктор, инженер-конструктор Фрунзенского опытного завода электровакуумного машиностроения. Минэлектротехпром СССР.
1973—1976: Конструктор, руководитель бригады головного специализированного конструкторского бюро по сеноуборочной технике. Минживмаш СССР.
1976—1978: Инструктор промышленно-транспортного отдела Фрунзенского городского комитета партии.
1978—1982: Главный инженер, директор Фрунзенского завода тяжелого электромашиностроения «Тяжэлектромаш», Минэлектротехпром СССР.
1982—1988: Генеральный директор Киргизского производственного объединения автомобильного машиностроения «Кыргызавтомаш», Минавтопром СССР.
1988—1991: Председатель Исполкома, Городского Совета народных депутатов (город Фрунзе), мэр города. Избран на альтернативной основе.
1991—1992: Государственный секретарь, председатель Государственного комитета Республики Кыргызстан по экономике. Член Президиума Кабинета Министров, член Президентского Совета и Горсовета.
1992—1993: Министр экономики и финансов Республики Кыргызстан, член Президиума Правительства Республики Кыргызстан
В марте 1993 года подал в отставку с поста министра экономики и финансов в связи с несогласием к проводимой политике премьер-министра.
1993: Президент Союза производственников и предпринимателей Кьгргызстана
1993—1994: Председатель Государственного комитета Кыргызской Республики по экономике, член Президиума Правительства Кыргызской Республики, член коллегии Министерства экономики СССР.
1994—1996: Председатель Правления Фонда Государственного Имущества — министр, член Президиума Правительства Кыргызской Республики
1996—1996: Вице-премьер-министр Кыргызской Республики по промышленной политике. С июля 1996—1999 — глава государственной администрации Ошской области — губернатор.
1999—2000: Премьер-министр Кыргызской Республики.
июль 2001 — февраль 2004: президент ЗАО «Кыргызская фондовая биржа» (избран безальтернативно, выдвинувшиеся кандидаты выступая с программами взяли самоотвод — за его кандидатуру подано 381 голосующих акций или 78,7 %).
20 октября 2002 года баллотировался в Законодательное Собрание Жогорку Кенеша на довыборах по округу № 35 «Ош-3000». Выдвинут собранием избирателей филиалов № 1 и № 2 Ошского городского центра семейной медицины «Жагалмай». Занял третье место.
2004—2005: Министерство экономического развития промышленности и торговли, Министр.
С 7 февраля по май 2004 года — и. о. министра экономического развития, промышленности и торговли Кыргызской Республики.
30 марта 2004 года не утверждён в этой должности Собранием народных представителей (верхней палатой) Жогорку Кенеша КР — по результатам тайного голосования 20 депутатов отдали свои голоса в пользу кандидатуры Амангельды Муралиева, 22 депутата проголосовали против неё. За тем в мае 2004 г был утвержден Собранием народных представителей- 44 голосами депутатов.
С 1991 по 2008 год — президент Федерации футбола КР. С конца 2008 года почётный президент ФФКР.
Координатор Политсовета Партии единства Кыргызстана.
C июня 2008 — соучредитель и председатель политического движения «Единый Кыргызстан» (ЕК).
С 24 декабря 2008 — член политбюро «Объединённого народного движения» КР.
С 2010 года по апрель 2014 год — председатель совета директоров ОАО «Кыргызалтын», член совета директоров ОАО «Центерра» (Канада)
С 14 июля по 21 декабря 2010 года — первый вице-премьер-министр технического правительства Кыргызской республики.
Ученая степень: академик Инженерной академии Кыргызской Республики, академик Международной инженерной академии (Москва).
Имеет 10 изобретений и ряд рационализаторских предложений, большинство из которых внедрено в производство. За внедрение изобретения, созданного после 20 августа 1973 года ему был вручён нагрудный знак «Изобретатель СССР».
Выборная работа: депутат Верховного Совета и Жогорку Кенеша 1985, 1990, 1993 годах.

## Награды и премии
- Орден «Манас» 1 степени
- Почетная грамота Верховного Совета Киргизской ССР
- Премия Ленинского комсомола в области науки и техники (1977) — за создание высокопроизводительного пресс-подборщика для заготовки прессованного сена
- заслуженный работник промышленности Кыргызской Республики.
- Юбилейная медаль «Манас — 1000» (1995)[1].
- Почётный гражданин города Бишкек[2].
- Именные часы Президента Кыргызской Республики (29 ноября 2011 года) — за значительный вклад в поступательное и устойчивое развитие и становление государственной власти[3].

Автор ряда публикаций на научно-технические, политические темы в газетах и журналах и 3-х книг: «Экономика Кыргызстана в годы перемен», поэтические сборники «Горный подснежник», «Зовущий горизонт».

## Семья
Женат. Жена — Ельмира Абдуллаевна Муралиева — преподаватель английского языка, имеет опыт работы в международных организациях. Сын — Алтынбек — окончил Средне-Восточный университет в Анкаре, Турция; дочь Жылдыз — преподаватель кыргызско-европейского факультета Национального университета, дочь Амина — ученица СОШ при КРСУ.